# Championnats du monde de cross-country 2003
Navigation
Édition précédente Édition suivante
Les 31e Championnats du monde de cross-country IAAF  se sont déroulés les 29 et 30 mars 2003 à l'Hippodrome d'Avenches en Suisse.

## Parcours
- 12,355 km – Cross long hommes
- 4,03 km – Cross court hommes
- 7,92 km – Course junior hommes
- 7,92 km – Cross long femmes
- 4,03 km – Cross court femmes
- 6,215 km – Course junior femmes

## Résultats

### Cross long hommes

#### Individuel
| Place              | Athlète                     | Pays     | Temps |
| ------------------ | --------------------------- | -------- | ----- |
| Médaille d'or      | Kenenisa Bekele             | Éthiopie | 35:56 |
| Médaille d'argent  | Patrick Ivuti               | Kenya    | 36:09 |
| Médaille de bronze | Gebre-egziabher Gebremariam | Éthiopie | 36:17 |
| 4                  | Richard Limo                | Kenya    | 36:39 |
| 5                  | Paul Koech                  | Kenya    | 36:42 |
| 6                  | John Cheruiyot Korir        | Kenya    | 36:50 |
| 7                  | Sileshi Sihine              | Éthiopie | 37:03 |
| 8                  | Hicham Chatt                | Maroc    | 37:07 |
| 9                  | Zersenay Tadesse            | Érythrée | 37:10 |
| 10                 | Khalid El Amri              | Maroc    | 37:12 |

#### Équipes
| Médaille | Athlètes                                                                                                | Points |
| Or       | Kenya Patrick Ivuti (2e) Richard Limo (4e) Paul Koech (5e) John Cheruiyot Korir (6e)                    | 17 pts |
| Argent   | Éthiopie Kenenisa Bekele (1e) Gebre-egziabher Gebremariam (3e) Sileshi Sihine (7e) Ketema Nigusse (13e) | 23 pts |
| Bronze   | Maroc Hicham Chatt (8e) Khalid El Amri (10e) Abderrahim Goumri (15e) Jaouad Gharib (23e)                | 51 pts |

### Cross Court hommes

#### Individuel
| Médaille | Athlète               | Temps       |
| Or       | Kenenisa Bekele (ETH) | 11 min 01 s |
| Argent   | John Kibowen (KEN)    | 11 min 04 s |
| Bronze   | Benjamin Limo (KEN)   | 11 min 06 s |

#### Équipes
| Médaille | Athlètes                                                                                     | Points |
| Or       | Kenya John Kibowen (2e) Benjamin Limo (3e) Michael Kipyego (4e) Thomas Kiplitany (5e)        | 14 pts |
| Argent   | Éthiopie Kenenisa Bekele (1e) Meba Tadesse (7e) Tessema Absher (12e) Abiyote Endale (13e)    | 31 pts |
| Bronze   | Maroc Khalid El Amri (6e) Abderrahim Goumri (10e) Ahmed Baday (15e) Abdelkader Hachlaf (16e) | 44 pts |

### Course juniors hommes

#### Individuel
| Médaille | Athlète                 | Temps       |
| Or       | Eliud Kipchoge (KEN)    | 22 min 47 s |
| Argent   | Boniface Kiprop (OUG)   | 22 min 49 s |
| Bronze   | Solomon Busendich (KEN) | 22 min 51 s |

#### Équipes
| Médaille | Athlètes | Points |
| Or       | Kenya    | 15 pts |
| Argent   | Éthiopie | 28 pts |
| Bronze   | Ouganda  | 48 pts |

### Cross long femmes

#### Individuel
| Médaille | Athlète               | Temps       |
| Or       | Werknesh Kidane (ETH) | 25 min 53 s |
| Argent   | Deena Kastor (USA)    | 26 min 02 s |
| Bronze   | Merima Denboba (ETH)  | 26 min 28 s |

#### Équipes
| Médaille | Athlètes                                                                                       | Points |
| Or       | Éthiopie Werknesh Kidane (1e) Merima Denboba (3e) Eyerusalem Kuma (4e) Tereza Yohannes (9e)    | 17 pts |
| Silver   | Kenya Magdaline Chemjor (5e) Elizabeth Rumokol (6e) Caroline Kilel (8e) Jepkorir Aiyabei (12e) | 30 pts |
| Bronze   | États-Unis Deena Kastor (2e) Colleen De Reuck (7e) Katie McGregor (15e) Elva Dryer (17e)       | 36 pts |

### Cross Court Femmes

#### Individuel
| Médaille | Athlète               | Temps       |
| Or       | Edith Masai (KEN)     | 12 min 43 s |
| Argent   | Werknesh Kidane (ETH) | 12 min 44 s |
| Bronze   | Jane Wanjiku (KEN)    | 12 min 46 s |

#### Équipes
| Médaille | Athlètes                                                                                       | Points |
| Or       | Kenya Edith Masai (1e) Jane Wanjiku (3e) Isabella Ochichi (4e) Prisca Ngetich (11e)            | 18 pts |
| Argent   | Éthiopie Werknesh Kidane (2e) Merima Denboba (6e) Tirunesh Dibaba (7e) Ejegayehu Dibaba (9e)   | 24 pts |
| Bronze   | Russie Alla Zhilyaeva (8e) Olga Romanova (14e) Anastasiya Zubova (30e) Viktoriya Klimina (34e) | 76 pts |

### Cross Junior Femmes

#### Individuel
| Médaille | Athlète                 | Temps       |
| Or       | Tirunesh Dibaba (ETH)   | 20 min 21 s |
| Argent   | Peninah Jepchumba (KEN) | 20 min 22 s |
| Bronze   | Gelete Burika (ETH)     | 20 min 28 s |

#### Équipes
| Médaille | Athlètes | Points |
| Or       | Kenya    | 14 pts |
| Silver   | Éthiopie | 22 pts |
| Bronze   | Maroc    | 78 pts |